# Apeadeiro de Gondifelos
O Apeadeiro de Gondifelos, originalmente denominado de Gondifellos, foi uma interface da Linha do Porto à Póvoa e Famalicão, que servia a localidade de Gondifelos, no concelho de Vila Nova de Famalicão, em Portugal.

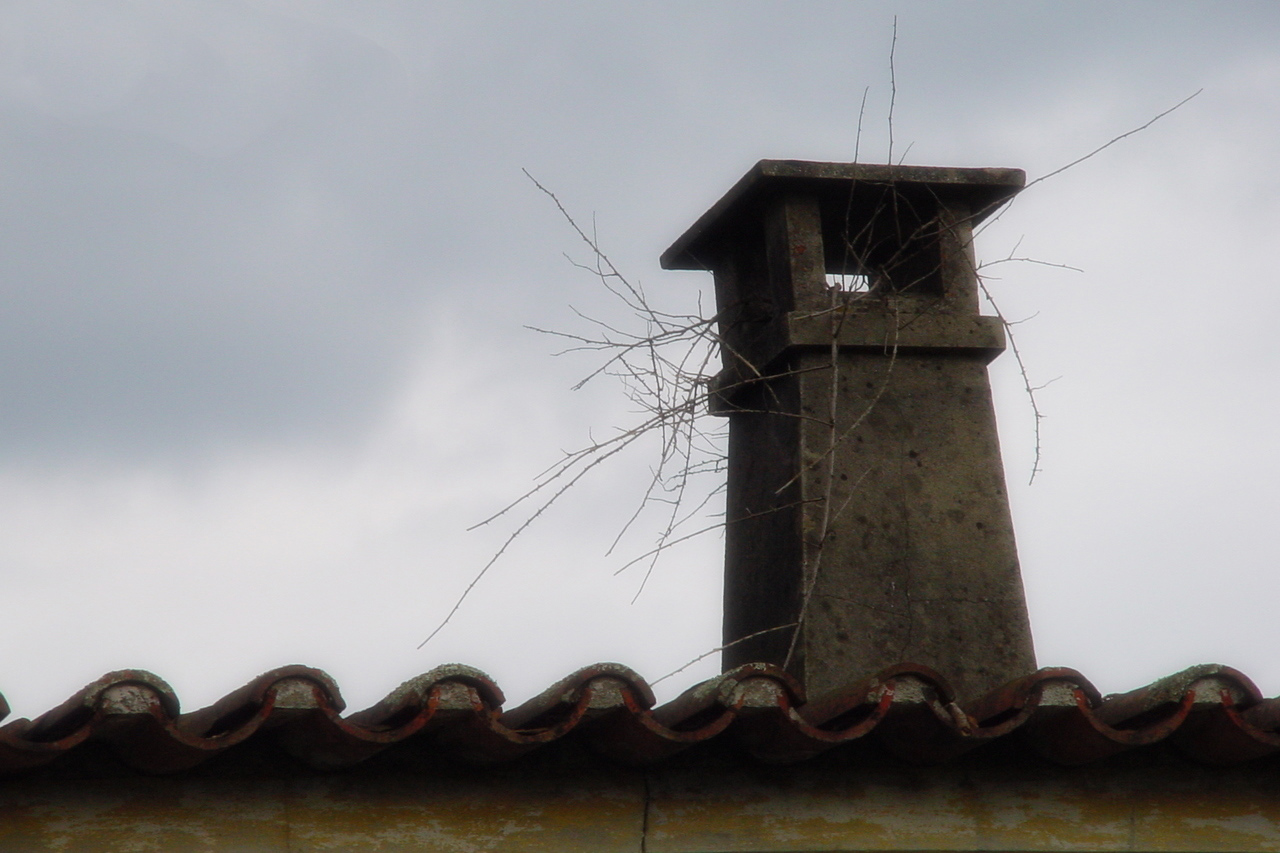
Ruínas do apeadeiro, em 2006.

## História
Este apeadeiro situa-se no lanço entre Famalicão e Fontaínhas da Linha do Porto à Póvoa e Famalicão, que entrou ao serviço em 12 de Junho de 1881.
Nos horários de 1913, surge com a categoria de estação, e o nome de Gondifellos.
No XI Concurso das Estações Floridas, organizado em 1952 pela Companhia dos Caminhos de Ferro Portugueses e pelo Secretariado Nacional de Informação, a estação de Gondifelos foi premiada com uma menção honrosa especial, sendo então o posto de chefe da estação ocupado por Aurelino Aurélio Ferreira de Sá. No concurso de 1954, recebeu uma menção honrosa e um prémio de persistência, e em 1957 apenas recebeu uma menção honrosa. Em 1959, foi galardoada com uma menção honrosa especial.